# NGC 2411
NGC 2411 je galaksija u zviježđu Blizancima.

## Vanjske poveznice
- SEDS: NGC 2411